# Варламов, Евгений Владимирович
Евге́ний Влади́мирович Варла́мов (род. 25 июля 1975, Казань, Татарская АССР, СССР) — российский футболист, защитник; тренер. Мастер спорта. Известен по выступлениям за ЦСКА (1998—2002). Игрок сборной России (1998—1999).

## Клубная карьера
Воспитанник казанской детской футбольной школы «Волна». Первый тренер — Александр Лаврович Клобуков. Играл в клубах «Волна» Казань (1991), «Идель» Казань (1992), «КАМАЗ» Набережные Челны (1992—1997, 2006), ЦСКА (1998—2002), «Черноморец» Новороссийск (2003), «Кубань» Краснодар (2004), «Металлист» Харьков (2005). Последним клубом в 2006—2007 был «Терек» Грозный, выступавший в первом дивизионе России и по итогам первенства 2007 года со 2-го места вышедший в премьер-лигу. 14 ноября 2007 года объявил о завершении карьеры футболиста.
5 апреля 1997 года в матче между «КАМАЗом» и «Шинником» (3:0) сделал хет-трик за 12 минут, чем повторил достижение Игоря Чугайнова (1992 г.). Это лучший результат среди защитников в чемпионатах России.
18 сентября 1999 года в матче между ЦСКА и «Торпедо» Варламов получил травму мениска, однако отказался от госпитализации и с травмой отыграл следующий матч против «Сатурна». Последствия повреждения только усугубились, из-за чего Варламов не играл в полную силу долгое время.

## Карьера в сборной
В составе сборной России провёл 10 матчей, забил 1 гол.
Участник двух летних Универсиад (1993, 1995) в составе студенческой сборной России (базовый клуб — «КАМАЗ»). Бронзовый призёр Универсиады-1995.
Приглашался также в юношескую и молодёжную сборные России. За олимпийскую сборную России сыграл 2 матча.
В 1997 году сыграл 2 матча на кубке чемпионов Содружества за сборную клубов России.

## Тренерская карьера
Окончил Волгоградский государственный институт физической культуры (1995).
С 18 августа 2008 года помощник тренера молодёжной команды ЦСКА.
С 2009 года — тренер в Академии ЦСКА. 11 января 2021 года покинул армейцев в связи с переходом на другое место работы. Был ассистентом главного тренера в «Кубани». В декабре 2023 года возглавил казанский «Сокол». 14 апреля 2024 года, в день первой игры «Сокола» в статусе профессионального клуба, покинул казанскую команду и перебрался в тренерский штаб «Кубани».

## Достижения
- Серебряный призёр чемпионата России: 1998, 2002[13]
- Бронзовый призёр чемпионата России: 1999
- Обладатель Кубка России: 2000
- Лауреат премии «Стрелец» как лучший защитник: 1998.

## Статистика
| Матчи в составе сборной России | Матчи в составе сборной России | Матчи в составе сборной России | Матчи в составе сборной России | Матчи в составе сборной России | Матчи в составе сборной России | Матчи в составе сборной России | Матчи в составе сборной России | Матчи в составе сборной России | Матчи в составе сборной России |
| ------------------------------ | ------------------------------ | ------------------------------ | ------------------------------ | ------------------------------ | ------------------------------ | ------------------------------ | ------------------------------ | ------------------------------ | ------------------------------ |
| №                              | Дата                           | Место                          | Турнир/статус матча            | Соперник                       | Счёт                           | Голы                           | Минуты                         | Замены                         | Наказания                      |
| 1                              | 27 мая 1998                    | Хожув                          | Товарищеский матч              | Польша                         | 1:3                            | -                              | 90                             | -                              | -                              |
| 2                              | 30 мая 1998                    | Тбилиси                        | Товарищеский матч              | Грузия                         | 1:1                            | -                              | 45                             | 46'                            | -                              |
| 3                              | 5 сентября 1998                | Киев                           | Отборочный матч ЧЕ—2000        | Украина                        | 2:3                            | 66′                            | 90                             | -                              | -                              |
| 4                              | 23 сентября 1998               | Гранада                        | Товарищеский матч              | Испания                        | 0:1                            | -                              | 55                             | 56'                            | -                              |
| 5                              | 10 октября 1998                | Москва                         | Отборочный матч ЧЕ—2000        | Франция                        | 2:3                            | -                              | 90                             | -                              | -                              |
| 6                              | 14 октября 1998                | Рейкьявик                      | Товарищеский матч              | Исландия                       | 0:1                            | -                              | 90                             | -                              | -                              |
| 7                              | 18 ноября 1998                 | Форталеза                      | Товарищеский матч              | Бразилия                       | 1:5                            | -                              | 90                             | -                              | -                              |
| 8                              | 19 мая 1999                    | Тула                           | Товарищеский матч              | Беларусь                       | 1:1                            | -                              | 24                             | 66'                            | -                              |
| 9                              | 5 июня 1999                    | Сен-Дени                       | Отборочный матч ЧЕ—2000        | Франция                        | 3:2                            | -                              | 90                             | -                              | 47'                            |
| 10                             | 9 июня 1999                    | Москва                         | Отборочный матч ЧЕ—2000        | Исландия                       | 1:0                            | -                              | 34                             | 56'                            | -                              |
| Итого:                         | Итого:                         | Итого:                         | 10 игр; +2 =2 −6; голы 12—20   | 10 игр; +2 =2 −6; голы 12—20   | 10 игр; +2 =2 −6; голы 12—20   | 1                              | 698                            |                                | 1                              |

## Личная жизнь
Женат. Супруга Ольга. Пять дочек.